# Cyrtomium aequibasis
Cyrtomium aequibasis är en träjonväxtart som först beskrevs av Carl Frederik Albert Christensen, och fick sitt nu gällande namn av Ren-Chang Ching. Cyrtomium aequibasis ingår i släktet Cyrtomium och familjen Dryopteridaceae. Inga underarter finns listade.